# Buck Rogers
Buck Rogers és un personatge de ciència-ficció que va aparèixer per primera vegada en 1928 com Anthony Rogers. Heroi de dues novel·les escrites per Philip Francis Nowlan publicades en la revista Amazing Stories (Històries sorprenents), és més conegut per convertir-se en la primera de les historietes de ciència-ficció, després de la seva publicació com a tira de premsa.
La tira còmica de Buck Rogers, distribuïda per la John F. Dille Co., va ser prou popular com per a inspirar a altres associacions de periòdics a llançar les seves pròpies tires de premsa de ciència-ficció. La més famosa d'aquestes imitacions va ser Flaix Gordon (King Features Syndicate, 1934-2003); unes altres van incloure Brick Bradford (Central Press Association, 1933-1987), Don Dixon and the Hidden Empire (Watkins Syndicate, 1935-1941), Speed Spaulding (John F. Dille Co., 1940-1941), i John Carter (United Feature Syndicate, 1941-1943).
Les aventures de Buck Rogers en còmic, pel·lícules, ràdio i televisió es van convertir en una part important de la cultura popular estatunidenca. A Buck Rogers se li atribueix haver portat als mitjans de comunicació populars el concepte d'exploració espacial, seguint els passos de pioners literaris com Jules Verne, H. G. Wells i Edgar Rice Burroughs. Va ser el 22 de gener de 1930 quan Buck Rogers es va aventurar per primera vegada a l'espai a bord d'un coet en la seva cinquena tira còmica per a un periòdic, Tiger Men From Mars. Aquest fenomen popular va ser paral·lel al desenvolupament de la tecnologia espacial en el segle xx  i va introduir als estatunidencs el concepte de l'espai exterior com un entorn familiar per a aventures de capa i espasa.

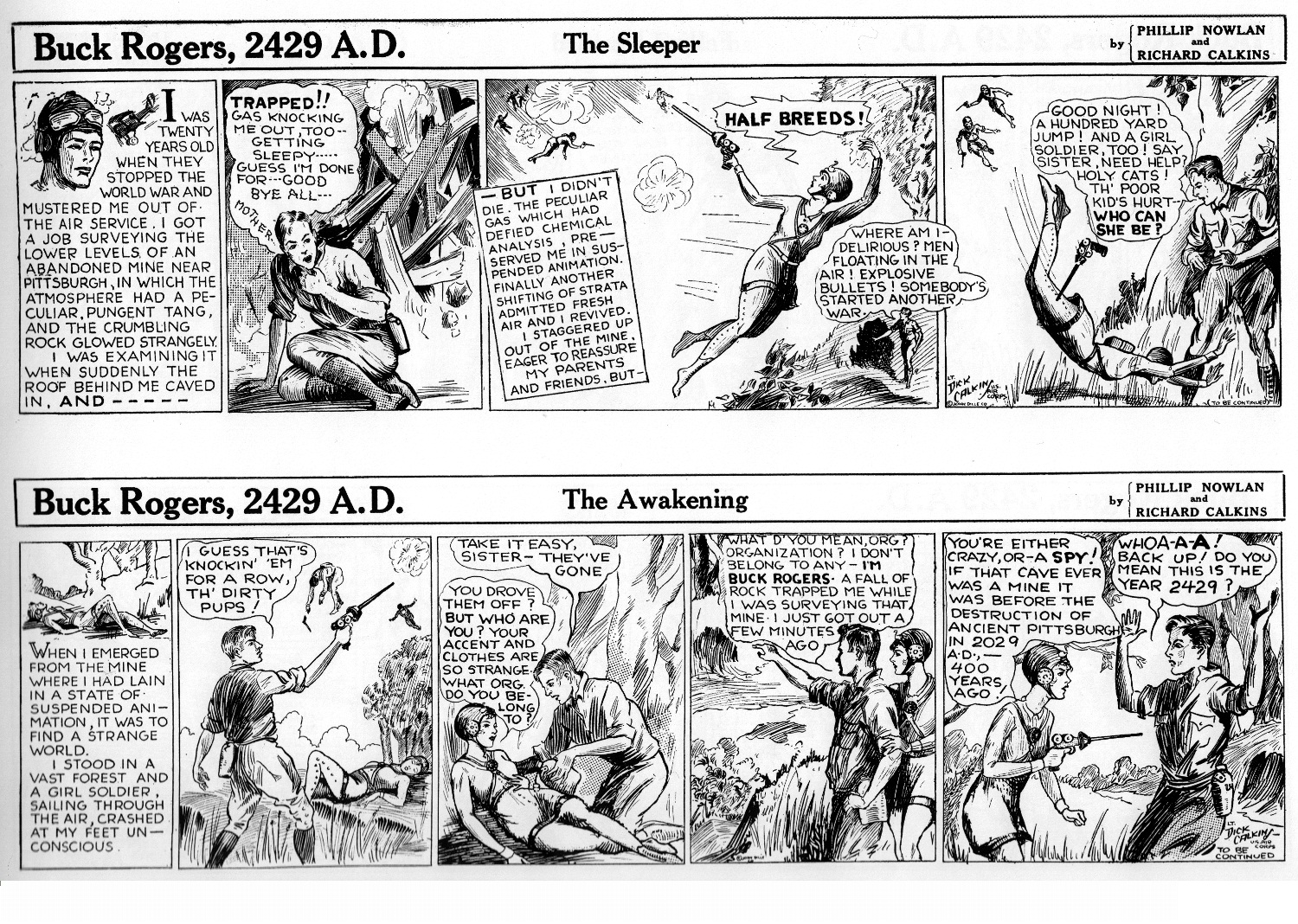
Buck Rogers, primeres tires còmiques de Philip Nowlan i Dick Calkins

## Històries increïbles
La seva primera aparició va ser com Anthony Rogers, sent aquest el principal personatge de la història Armageddon 2419 A.D. de Philip Francis Nowlan publicada el mes d'agost de 1928 en la revista Amazing Stories. Al març de 1929 va ser publicada la seqüela de Armageddon 2419 AD que va portar per títol The Airlords of Han. En 1933, Nowlan i Dick Calkins van escriure conjuntament una novel·la anomenada Buck Rogers in the 25th Century, la qual comptava l'origen de Buck Rogers i feia un sumari de les seves aventures.

## Tira de premsa
El relat de Amazing Stories va cridar l'atenció de John F. Dille, president del National Newspaper Service Syndicate, qui va fer els arranjaments pertinents perquè Philip Nowlan es fes també càrrec de la seva versió en tira de premsa per a Dille's syndication company. Aquesta historieta de ciència-ficció, la primera de totes, va portar per nom Buck Rogers, utilitzat pel personatge d'aquí d'ara endavant. Dick Calkins seria el seu dibuixant. Per a Oscar Masotta:
| «                | Buck Rogers, gràficament parlant, és un Flash Gordon primerenc en estil charleston, és a dir, l'estil d'un dibuix d'aventures que repudia la caricatura, però que rebutja alhora els ensenyaments de l'estil il·lustració: una caricatura seriosa, que traeix la realitat anatòmica dels cossos, però que també concedeix a els masculins; els coets, les armes, les ciutats de Buck Rogers, estan dibuixades a la mida humana. | » |
| — Oscar Masotta, | |   |

El judici de Ricardo Aguilera i Lorenzo Díaz sobre la qualitat d'aquesta sèrie va ser molt més dur, però així i tot no van deixar d'indicar que el seu èxit «va donar lloc a herois similars, entre els quals va destacar Flaix Gordon (1934)».

## Programa de ràdio
En 1932 va néixer el programa de ràdio Buck Rogers, el qual va ser transmès quatre vegades a la setmana durant 15 anys (1932-1947). El programa de ràdio relatava les seves històries en el segle XXV. Aquest programa va ser produït i dirigit per Carlo de Angelo i més tard per Jack Johnstone.

## Personatges i Història

"Buck Rogers" va aparèixer per primera vegada en aquest número de Amazing Stories, d'agost de 1928. La portada il·lustra a The Skylark of Space, no a Buck Rogers.

El personatge va aparèixer per primera vegada com Anthony Rogers, el personatge central del Armageddon  2419 AD  de Nowlan. Nascut en 1898, Rogers és un veterà de la Gran Guerra (Primera Guerra Mundial) i el 1927 treballa per a la American Radioactive Gas Corporation investigant informes sobre fenòmens inusuals en les mines de carbó abandonades prop de Wyoming Valley a Pennsilvània. El 15 de desembre, es produeix una ensulsiada mentre es troba en un dels nivells inferiors d'una mina. Exposat al gas radioactiu, Rogers cau en "un estat d'animació suspesa, lliure dels estralls dels processos catabòlics, i sense cap efecte aparent sobre les seves facultats físiques o mentals". Rogers roman en animació suspesa durant 492 anys.
Rogers desperta en 2419. Pensant que ha estat adormit nomes durant diverses hores, deambula durant uns dies per boscos desconeguts (el que havia estat Pennsilvània gairebé cinc segles abans). S'adona que algú vestit amb robes estranyes està sent atacat. Defensa a la persona, Wilma Deering, matant a un dels atacants i espantant a la resta. En "patrulla aèria", Deering era atacada per una banda enemiga, els Bad Bloods, que presumiblement s'havien aliat amb els Hans.
Wilma porta a Rogers al seu campament, on coneix als caps del seu grup. Se'l convida a quedar-se amb ells o anar-se a buscar altres grups. Esperen que l'experiència i el coneixement que Rogers va adquirir lluitant en la Primera Guerra Mundial puguin ser útils en la seva lluita contra els Hans, que governen Amèrica del Nord des de 15 grans ciutats que van establir en tot el continent. Van ignorar als estatunidencs, els qui es van veure obligats a valer-se per si mateixos en els boscos i les muntanyes, ja que la seva tecnologia avançada evitava la necessitat de mà d'obra esclava.
En la seqüela, "The Airlords of Han", han passat sis mesos i el caçador és ara el caçat. Rogers és ara el líder d'un grup i les seves forces, així com les d'altres bandes estatunidenques, han envoltat les ciutats i les ataquen constantment. Els "airlords" (senyors de l'aire) estan decidits a utilitzar la seva flota d'aeronaus per a trencar el setge.
En 1933, Nowlan i Calkins coescriurien "Buck Rogers en el segle 25", una novel·la que narrava l'origen de Buck Rogers i també resumia algunes de les seves aventures. Es va incloure una reimpressió d'aquest treball amb la primera edició de la novel·la "Buck Rogers: Una vida en el futur" (1995) de Martin Caidin.
A la dècada de 1960, l'editor Donald A. Wollheim va combinar les dues novel·les de Nowlan en una novel·la de butxaca, "Armageddon 2419 AD". L'edició original de 40 centaus presentava una portada de Ed Emshwiller.

## Adaptacions al cinema i la televisió
Aquest personatge ha tingut diverses adaptacions al cinema i la televisió. Per citar algunes, tenim:
- 1933: Buck Rogers in the 25th Century: an interplanetary battle with the tiger men of Mars, curtmetratge de 10 minuts que va ser presentat en la Fira Mundial de Chicago (1933-1934).
- 1939: Universal Pictures va realitzar una sèrie de 12 pel·lícules basades en la tira còmica.
- 1950 (15 d'abril): Buck Rogers, la primera versió televisiva de Buck Rogers transmesa per la cadena de televisió ABC. Es va difondre fins al 30 de gener de 1951.
- 1953 (juliol): Duck Dodgers, un capítol de la Warner Bros que parodiava a Buck Rogers, que després es convertiria en una sèrie oficial.
- 1979 (30 de març): Buck Rogers in the 25th Century, pel·lícula que generaria una sèrie de televisió sis mesos després, de la cadena de televisió NBC.
- 1979 (20 de setembre): Buck Rogers en el segle XXV, sèrie de televisió amb 39 episodis, de la cadena de televisió NBC.

## Adaptació a joc de rol
En 1988 TSR, Inc. va publicar un escenari de campanya basat en Buck Rogers i titulat Buck Rogers XXVC, encara que en el món anglosaxó també se'l coneix sota el títol Buck Rogers in the 25th Century. Molt aviat es va convertir en un joc de rol comercialitzat independentment de l'escenari de campanya. En 1995, a Espanya, el joc va ser traduït i publicat per Edicions Zinco sota el títol Buck Rogers, acció en el segle XXV, però no va obtenir l'èxit esperat.

## Adaptació a videojoc
Existeix també un videojoc de 1991 titulat Buck Rogers countdown to doomsday i desenvolupat per Electronic Arts per a la videoconsola Megadrive, de la companyia SEGA.